# Olho d'Água do Casado
Olho d'Água do Casado is een gemeente in de Braziliaanse deelstaat Alagoas. De gemeente telt 8.517 inwoners (schatting 2009).
De gemeente grenst aan Água Branca, Delmiro Gouveia, Inhapi en Piranhas.